# IBM Palm Top PC110

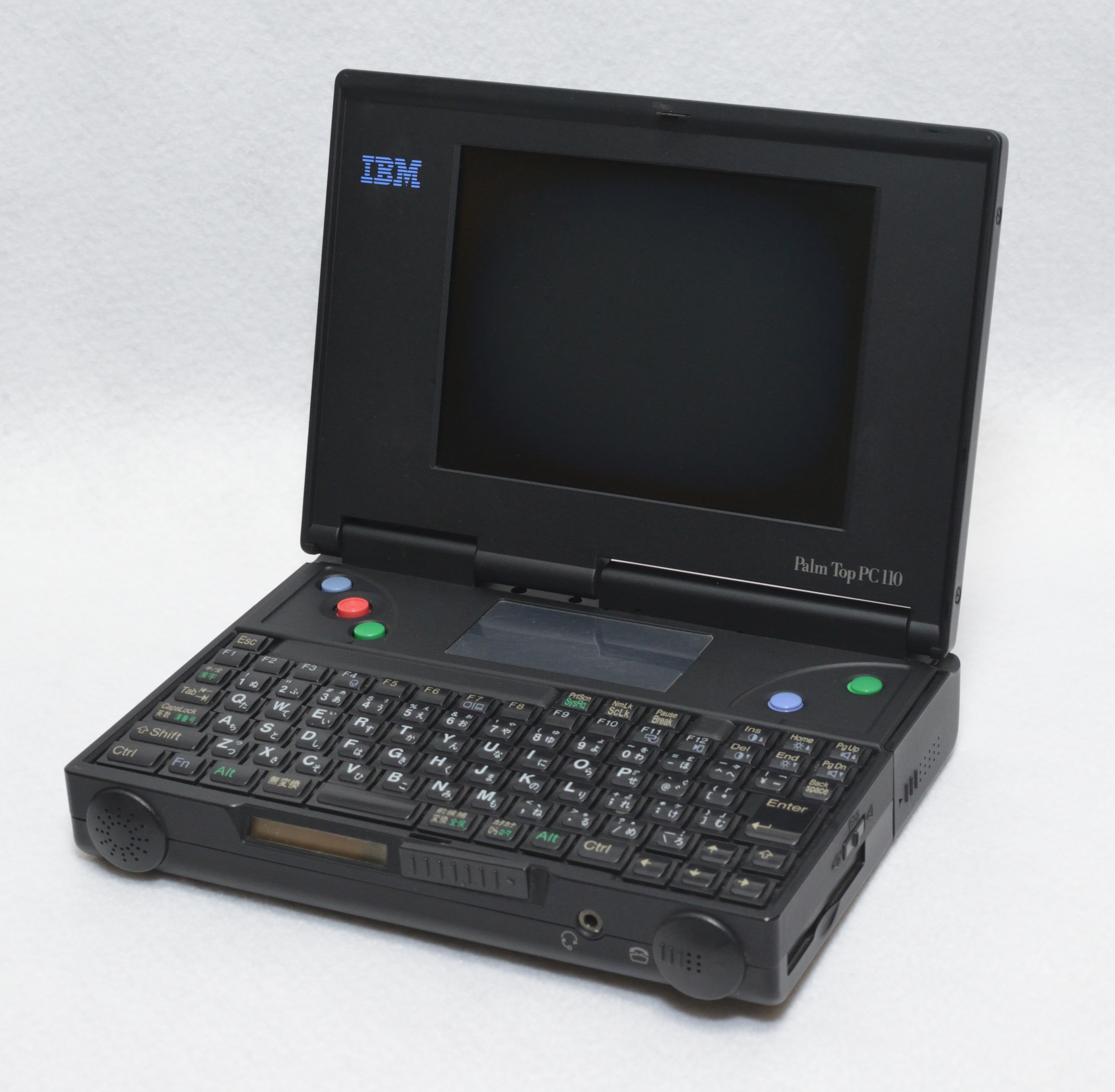

IBM Palm Top PC110은 1995년 9월 일본 IBM에서 출시한 초소형 PC이다

## 개요
IBM PC110은 일본 IBM 야마토 연구소에서 개발되었다. 두랄루민을 소재로 제작되었고 크기는 정장 가슴 주머니에 들어갈 정도로 기획되어 A6 파일 크기(10.5 cm×14.8 cm)에 불과했으나 완전한 IBM PC 호환기종으로, 이는 당시 표준 서브 노트북 크기의 거의 절반이었으며 일반적인 노트북 크기의 4분의 1이었다. 배터리를 포함한 무게는 불과 630 g밖에 되지 않으며 VGA를 지원하는 컬러 액정을 탑재하여 당시 세계에서 가장 작고 가벼운 PC였다.
광고 캐릭터로 울트라맨을 기용해 "울트라맨 PC"라는 애칭도 있다.

## 구성
IBM PC110은 IBM PC 호환 기종이지만, 본체에 HDD가 내장되어 있지 않고, 운영 체제는 내장 플래시 메모리 드라이브, PC 카드 형태의 저장 매체 또는 콤팩트플래시 중 하나를 통해 부팅할 수 있다. 또한 무선이 아니므로 전화선을 연결할 필요는 있으나 본체 자체를 전화로 사용할 수 있는 통신 기능도 가지고 있는 등, 일반적인 노트북 PC와는 상당히 다른 구성을 갖고 있다.
CPU는 SL Enhanced i486SX - 33 MHZ, RAM은 모델에 따라 4 MB에서 8 MB를 탑재하고 있다. 디스플레이는 4.7인치 DSTN 컬러 LCD로, 640×480의 해상도에 256색을 표시할 수 있는 그래픽 카드가 내장되었다. 외부 모니터도 연결하여 쓸 수 있는데, 이 때는 800×600의 해상도에 16색을 표시할 수 있다.
입력 장치로는 작은 크기를 위해 특이한 구조로 설계된 준표준 배열의 키보드가 장착되었는데, 각 키의 표면에는 단차가 있고 중앙부가 튀어 나와 있어서 여러 개의 키가 동시에 눌리는 것을 방지하도록 설계되어 있다. 또한, 원통형의 버튼으로 조작하는 포인팅 헤드가 키보드의 왼쪽 상단에 장착되었고 터치 버튼은 대각선 위쪽에 배치했다. 재미있는 것은 같은 버튼이 오른쪽에 위아래가 뒤집혀 배열되어 있으며, 이것은 양손으로 좌우를 잡고 작업하는 것을 배려한 것이다. 포인팅 헤드가 빨간색, 왼쪽 버튼이 파란색, 오른쪽 버튼이 녹색이며, 본체가 검은색이여서 눈에 잘 보인다(NES 컨트롤러를 참조). 또한 키보드 위쪽 가운데에는 제공된 PIM 소프트웨어인 퍼스나웨어(Personaware)로만 조작할 수 있는 터치 패드가 있는데, 나중에 윈도에서 이를 PS/2 마우스로 사용할 수 있게 해주는 드라이버가 공개되었으며, 또 앨런 콕스(en)가 초기 PC110에서 리눅스를 개발했던 탓에 리눅스에서도 PS/2 마우스 호환 포인팅 장치로 사용할 수 있게 되었다.
외부에는, 뒷면에 전용 키보드·마우스 커넥터가 있으며, 윙잭(WingJack)식 전화선 연결 단자, 전화용 헤드셋과 적외선 통신 포트가 나란히 있다. 윙잭은 단자를 열면 날개와 같이 펼쳐져 전화선을 연결할 수 있도록 되어 있는데, 이러한 방식의 단자는 아주 작은 공간만을 차지하기 때문에 PC110을 위해 특별히 개발된 것이다. 오디오 헤드셋 잭이 앞쪽 측면에 있고 그 옆에는 작은 액정 화면이 있는데, 이 액정으로는 배터리의 충전 상태를 표시했다.
왼쪽에는 표준 PCMCIA 카드 삽입구가 있으며 TypeII 2개 혹은 TypeIII 1개를 장착할 수 있다. 오른쪽에는 콤팩트플래시 (당시의 공식 발표명은 스마트 피코 슬롯) 삽입구가 있다. IBM PC110은 콤팩트플래시 단자를 최초로 내장한 제품이었다.
또한 오른쪽에는 배터리 삽입구가 있고 그 덮개에는 스피커가 부착되어있다. 배터리는 일반적인 캠코더의 리튬 이온 배터리와 동일하며, 비공식적으로 마쓰시타 전기(현 파나소닉)의 캠코더에 들어가는 배터리를 사용할 수 있었다. 또한 추가적으로 NiMH 배터리가 내장되어 있어 전원을 완전히 끄지 않고 대기 모드에서 배터리 교체가 가능했다.
그 밖에도 본체 프레임에 직접 고정되는 스트랩 구멍이 플라스틱 덮개로 숨겨져 있다. 이는 IBM의 엄격한 강도 기준(스트랩을 잡고 본체를 휘둘러도 파손되지 않는 강도)을 만족할 수 없어 숨기게 되었다. 이는 기획 단계에서 가능한 한 휴대 가능한 모든 방법에 대해 조사하였다는 점을 알려준다.

## 부속 기기
본체에는 일반적인 플로피 드라이브 및 프린터 포트 등은 내장되어 있지 않다. 이들을 사용하기 위해서는 전용 포트 리플리케이터가 필요하다. 이것은 본체보다 조금 윤곽이 큰 직사각형 모양의 본체 밑면의 확장 커넥터를 통해 연결한다. 포트 리플리케이터의 뒷면에 인쇄 외부 디스플레이 RS - 232C 포트 왼쪽에 외부 키보드 및 마우스 커넥터가 있다. 오른쪽에는 외장 플로피 드라이브를 연결할 수 있는 단자가 있다.(ThinkPad 5xx 시리즈의 외장형 플로피 드라이브 사용 가능)
제품은 3모델로 출시되었으며, 2431 - YD0은 온보드 타입의 RAM이 4 MB, YD1은 온보드 타입 4 MB RAM에 추가로 4 MB RAM 부착되어 총 8 MB이며, YDW는 YD1에 포트 리플리케이터와 외장형 플로피 드라이브 및 Windows3.1이 설치된 260 MB PC 카드 Type III 하드 디스크가 추가되었다.
메인보드의 전용 단자와 전용 모듈을 통해 RAM을 증설할 수 있으며, 일본에서는 개인 자작으로 32 MB까지 증설한 사례가 있다.
그 밖에, 부속 기기는 아니지만, PC110 전용 디지털 카메라가 발매되었다. 캐논의 디지털 카메라 카드 CE300로, PCMCIA TypeII 카드 외부에 회전식 렌즈 부분이 돌출하며, 카메라 쪽에는 파인더와 액정 화면도 없고, PC110 디스플레이에 이미지가 나오도록 되어 있었다. 화소자 수는 27만 화소. 매크로 촬영도 가능했다.

## 포함된 소프트웨어와 기능
본체의 내장 메모리는 PC DOS J7.0/V의 최소 부분(전부는 플로피 디스크 포함) 및 퍼스나웨어(Personaware)라는 소프트웨어가 들어 있어 하드 디스크 카드를 삽입하면 부팅 후 바로 설치되도록 하였다. 이것은 간단한 PIM과 메뉴의 역할을 다하고 일정이나 메모, 간단한 신호적인 데이터베이스, 주소록, 전자 메일 및 팩스 기능 또는 기타 응용 프로그램을 등록하여 부팅하는 기능등이 있었다. 팩스는 PC110에 내장된 팩스 모뎀을 사용하며 전용 편집기로 만든 문서를 보내도록 되어 있었다.
또한 이 장치용 소프트웨어만으로 제품의 특수 기능에 관계된 조작을 할 수 있었다. 예를 들면, 이 장치는 휴대폰으로 사용할 수 있었다. 후면 윙잭에 모듈러를 연결하고 PC110를 부팅한 후 퍼스나웨어 전화를 선택하고 화면의 숫자 버튼을 누르거나 주소록에서 선택하면, 전화를 걸 수 있으며 상대방이 전화를 받을 수 있다. 대화를 하기 위해서는 본 제품의 뒷면과 앞면의 양쪽에 있는 스피커(왼쪽)와 마이크(오른쪽)를 귀와 입에 맞추면 된다. 또한 마이크가 전화의 후크 역할을 하고 있어서 좌우로 슬라이드시켜 전화를 받거나 끊는다. 이 정도면 단순히 전화이지만 그 외에도 호출기에 메시지를 보내는 기능과 음성 사서함 기능도 함께 제공했다.
필기 기능도 있었다. 이것은 키보드의 위쪽에 붙어있는 메모 패드 펜 등으로 선을 그은 것을 기록할 수 있는 기능으로, 250x130의 흑백 비트맵으로 저장할 수 있었다. 또한 메모 패드의 표면에 상처가 생기지 않도록 투명 필름을 붙일 수 있도록 되어 있고, 상품에는 교체 필름이 포함되어 있었다.
또한 YDW에는 PC DOS와 IBM 버전 Microsoft Windows3.1(일본어판)이 설치되어 있었다. 추가 소프트웨어로 팩스와 적외선 통신의 소프트웨어도 설치되어 있었다.
부팅은 내장 플래시 메모리 드라이브 또는 PC 카드에서 이뤄지고, 설정을 바꾸면 스마트 피코 플래시로도 가능했다.
또한 시간이 지난 후이지만, 일본 IBM에서 PC DOS에서 실행되는 인터넷 + 이메일 클라이언트인 WebBoy가 출시되면서 해당 기종의 사용자에게 보탬이 됐다. 물론, 인터넷에 사용하려면 내장 모뎀은 DATA 2400 bps로 당시로서는 저속이었으며, 외장 모뎀이나 특히 PC 카드 형식의 모뎀을 이용하는 사람이 많았던 것 같다.

## 등장 배경
이 모델은 IBM의 노트북 시리즈 이름인 씽크패드를 쓰지 않았다. 이는 위와 같은 여러 가지 특수한 부분들로 인해 여타의 씽크패드와 동등하게 취급하기 적당치 않았기 때문으로 추정된다. 그러나 110라는 숫자는 씽크패드 220을 의식한 것이다.
씽크패드 220은 일본 IBM의 매니악한 개발자들에 의해 "늘 휴대하며 어디서나 쓸 수 있는" 컴퓨터를 목표로 하여 계획된 기종으로, 처음에는 더 작은 크기로 계획되었으나 원안대로 상품화했을 경우 일반 대중에게 받아들여지지 않을 것이라는 지적이 있어 해당 크기로 출시되었다. 이 기종은 그리 많이 팔리지는 못했으나 서브 노트북 PC의 효시라 할 수 있으며, 실제 이를 기점으로 하여 여러 회사에서 비슷한 크기의 모델을 출시하기에 이르렀지만 이들은 IBM 스스로가 내놓은 것들을 포함하여 "220보다 고성능이지만 크기가 큰" 기기들이었고 이것이 일반 대중의 수요였다. 그러나 당초 220을 기획한 사람들 같은 매니악한 계층도 존재했고, 그들은 인원은 적었으나 그들만으로도 목소리가 컸다. 그러한 사람들이 보기에는 이러한 220조차 아직도 컸으며, 보다 작은 것이 아니면 부담 없이 들고 다니기에는 아직 크게 받아들여졌다. 이에 모노리스라고 명명되어 각종 행사에서 전시되었던 220의 시작(試作) 기기를 정식 출시할 것을 요구하는 소비자들의 운동이 PC 통신상에서 일어났고, 이들 중 일부는 HP의 HP 100LX나 HP 200LX로 향하기도 했다.
PC110은 이러한 수요에 대응하여 구성에 상당히 공을 들이고 출시되었지만, 실상 이는 수요에 응해서라기 보다는, 개발자 측에서 하고 싶었던 것을 다 해봤다는 측면이 더 강하게 보인다. 이는 PC110의 PCB에 시작 기기인 모노리스를 가리키는 MONOLITH 1992라는 각인이 되어 있는 것이 단적인 사례이다. 또, 전화 기능도 그다지 실용적이지 못했으나 전화 기능이 들어간 것은 가능한 여러 기능을 넣어 보자 또는 이러한 기능의 가능성을 시장을 통해 확인해보자는 의도가 있었을 것이다. 기획 단계에서는 더 많은 기능이 거론되었으나 실제 장비되기에 이르지 못한 것도 많았다. 예를 들면, 스트랩을 달아 매달 수 있게 하는 것이 검토되었으나 기기의 강도 문제로 장착되지 않았다. 다만, 본체에는 이에 대비한 나사 구멍이 만들어져 있기에 사용자가 이에 맞춰 나사를 다는 것은 가능했다.
또한 컴퓨터에 인터넷, 전화, 카메라를 모두 넣는다는 발상은 이후의 휴대전화의 진화를 한 발 앞서간 것으로 볼 수 있다.

## 사용자 활동
그런 이유로, PC110 발매는 특정 계층에게는 매우 기대되는 것이었다. 반향은 컸으며, 컴퓨터 잡지들이 많은 특집을 기획할 정도이다. 사용 방법과 다양한 실험 예제가 사용자 간에 교환되었다. 바로 그 직후에 Windows 95이 출시되면서 인터넷이 폭발적으로 보급되기 시작했을 때이고, 웹상에서도 다양한 정보 제공이 이루어졌다.
해당 Windows 95도 많은 사용자들이 PC110에 설치하여 사용하고 있었다. OS/2 Warp를 설치했다는 이야기도 있었지만, 이것은 작동된다는 것을 겨우 확인할 수 있는 수준이었다. 리눅스 설치에 대해 설명하는 웹사이트도 다수 있었다. BTRON의 그 당시 최신 버전이었던 1B/V3를 설치할 수 있으며, 그것을 추천하는 서적도 있었다.
Palm Top PC 110 관련하여 간행한 책은 많다.
1. IBM Palm Top PC110 활용 핸드북: 타케이 카즈미 (미디어텍)
2. Palm Top PC110 슈퍼 통합: 이시이 히데오 외 (소프트뱅크)
3. IBM Palm Top PC110 철저히 활용하는 도서: 비트맵 패밀리 신디케이트 (인터프로그)
4. Palm Top PC110 전뇌 생활 매뉴얼: 도이 타케시(祥泳社)
5. Palm Top PC110 FUN BOOK: 울트라맨 PC 연구회(아스키)

모두 제품 설명과 해설부터 사용 방법 및 사용 예제 소개 등이었지만, 특징적인 것은 대부분이 PC110이 나오기까지의 역사 및 경과에 대해 상당 부분을 할애했다는 것이다. 또한 본체의 분해에 대해서까지 이야기를 하고 있는 책도 몇 가지 있었다. 이것은 메모리 확장을 위해서는 바닥을 분리해야 한다는 이유도 있지만, 이 작은 기체에 어떻게 하여 다양한 부품을 넣었는지와 어떻게 하여 조립했는지에 관하여 잡지 등의 여러 번 문제 삼았기 때문일 것이다. 또 후술할 내용과 같이 가끔 분해하여 손을 써야 할 일이 있는 것도 사실이다. 특히 "철저히 활용하는 도서"는 분해의 과정을 사진과 설명하고 있으며, CD-ROM 동영상까지 붙이는 서비스 정신도 있었다. 덧붙이자면 이 책에서는 단순한 제품의 추가 메모리 장착뿐만 아니라 마음대로 다른 메모리를 가지고 와서 연결하는 방법과 오버클럭킹까지 설명하고 있었다.
덧붙여, 개조라고 하기는 미묘하지만, 색깔이 다른 윗 덮개와 아래 덮개를 판매하는 서드파티가 있다. 금색, 은색, 파랑, 빨강, 녹색의 다섯 색으로, 이것으로 교체하면 굉장히 화려한 PC가 된다.

### 엔터테인먼트 작품에 등장
캐릭터로 츠부라야 프로덕션의 울트라맨을 사용했을 뿐만 아니라, 당시 압도적으로 세계에서 가장 작고 가벼웠던 PC110의 선진성이나 금속성 본체 디자인 등의 이유에서인지, 몇몇 엔터테인먼트 작품에 등장하였다.
- 지오브리더스(이토 아키히로작 만화·OVA) 2005년까지 작품에서 PC110이 활약하고 있다.
- 울트라맨 가이아(특수촬영 TV 방송)

## 약점
Palm Top PC 110은 몇 가지 약점이 있었다. 하나는 본체의 확장성이 부족한 것이다. 신설 콤팩트 플래시는 당시에는 파일 시스템으로 밖에 사용하지 못하고, 최대 15 MB였으며, 현재보다 훨씬 비쌌다. 두 개 있던 PC 카드 슬롯을 주로 사용하였지만, 예를 들어 Windows 95을 설치해 사용하려면 하드 디스크 카드를 쓸 수밖에 없고, 하드 디스크를 장착하는 것만으로 슬롯을 두 개 다 차지해 버렸다. PC 카드는 Windows 95가 되어 훨씬 사용하기 쉽게 되었기 때문에, 하드 디스크와 함께 사용하기 원하는 사용자가 많았으므로, 이 점은 문제였다. 그러나 훗날에 나온 마이크로드라이브의 덕분에 이 점은 피할 수 있게 되었다.
더 큰 문제는 휴대기기 치고는 망가지기 쉬웠다는 점이다. 기본적으로 본체 자체는 튼튼했지만, 가장 큰 약점은 덮개를 지탱하는 부분이 약한 것으로, 떨어진 충격 등으로 뒤틀리거나 흔들림이 발생하기 쉽고, 점차 뒤틀려 주변의 배선이 끊어져 버릴 수 있었다. 따라서 이 부분의 덮개를 분리하여 뒤틀림을 되돌릴 필요가 있었다. 또한 때때로 나사가 느슨해져 상태가 나빠지는 경우도 있었다. 따라서 제대로 작동하는 기기는 점차 감소했으며, 현존하고 있는 것은 마니아가 소중히 보관하고 있는 것으로 보인다. 또한 현재는 거래 가격이 1만 엔 이상 하는 경우도 있다.

## 같이 보기
- IBM
- 씽크패드
- 칩카드

## 참고 문헌
- IBM 일본IBM토픽스 - Japan 보관됨 2005-12-31 - 웨이백 머신 - Palm Top PC 110의 출시가 게재됨.
- ThinkPad 10th Anniversary Special 12 - "변종 ThinkPad 열전"에서 다루고 있다.